# Pfaffenhausen (Borken)
Pfaffenhausen ist ein Stadtteil von Borken im nordhessischen Schwalm-Eder-Kreis.

## Geographische Lage
Zur 554 Hektar großen Gemarkung Pfaffenhausen gehören seit 1928 die Siedlungsplätze der Staatsdomäne Marienrode (247 ha) und das Gut Gilserhof (119 ha). Daneben gab es noch den nach der letztmaligen Erwähnung 1841 wüst gefallenen Ort Hackenrode.
Östlich von Pfaffenhausen liegt Freudenthal und südwestlich Stolzenbach. Nordwestlich grenzt Pfaffenhausen an die Kernstadt Borken. Zwischen Pfaffenhausen und Borken liegt die Staatsdomäne Marienrode. Das Gut Gilserhof liegt in nordwestlicher Richtung nach Singlis.

## Geschichte

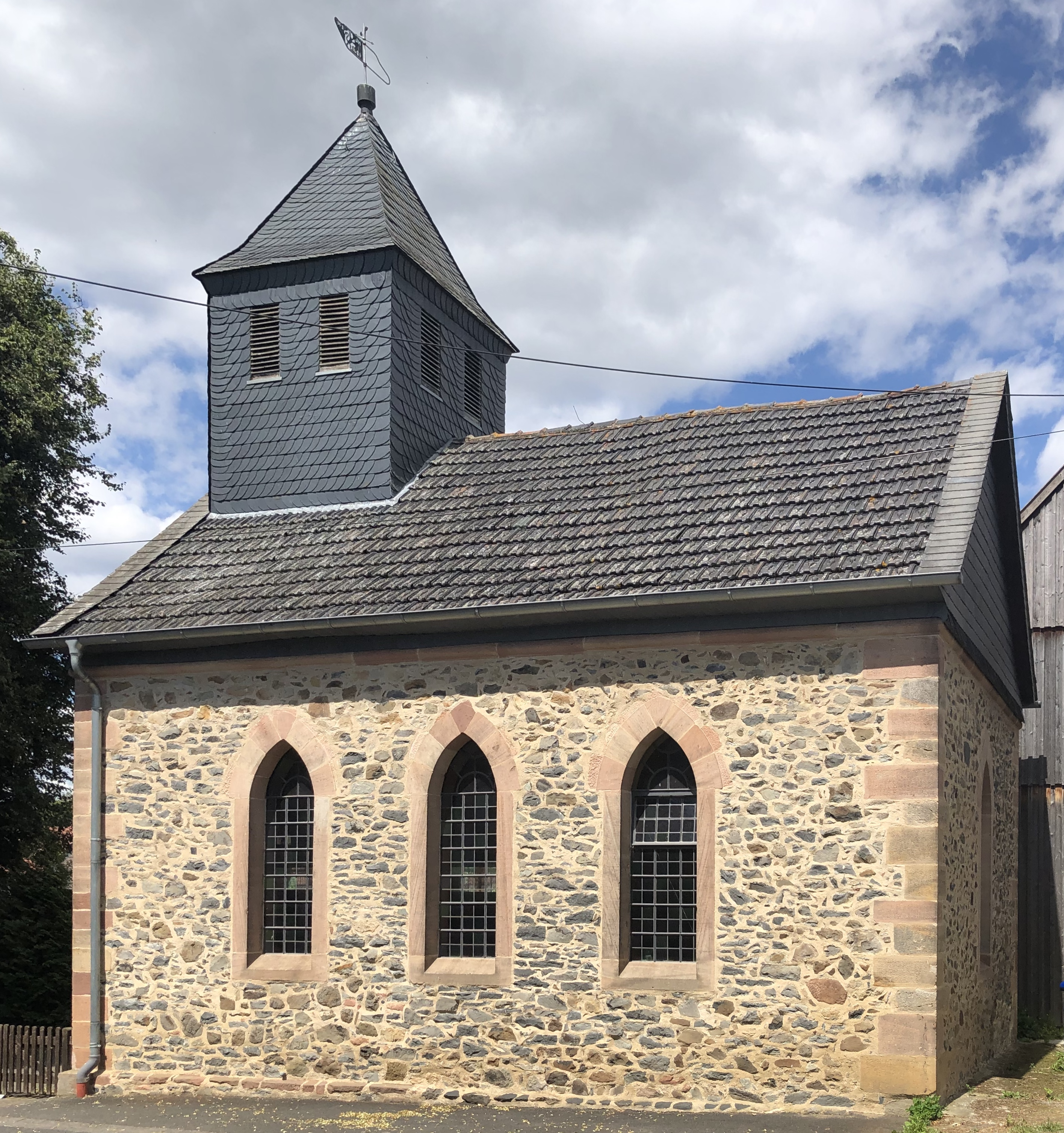
Evangelische Kirche

Die älteste bekannte schriftliche Erwähnung von Pfaffenhausen erfolgte unter dem Namen Phaffinhusen im Jahr 1359.
Vom 16. Jahrhundert bis zu dessen Auflösung 1866 gehörte Pfaffenhausen zum landgräflichen Amt Borken zunächst unter dem Namen Pfaffhusen.
Nach der Auflösung der Gutsbezirke im Jahre 1928 kamen die Staatsdomäne Marienrode und das Gut Gilserhof zu Pfaffenhausen. Die Gemarkung vergrößerte sich hierdurch auf 554 ha.
Im Zuge der Gebietsreform in Hessen wurde die bis dahin selbständige Gemeinde Pfaffenhausen zum 1. Dezember 1971 mit sieben weiteren Gemeinden auf freiwilliger Basis in die Stadt Borken (Bezirk Kassel) eingegliedert. Für alle durch die Gebietsreform eingegliederten Stadtteile wurde Ortsbezirke mit Ortsbeirat und Ortsvorsteher eingerichtet.

## Bevölkerung
Einwohnerstruktur 2011
Nach den Erhebungen des Zensus 2011 lebten am Stichtag dem 9. Mai 2011 in Pfaffenhausen 168 Einwohner. Darunter waren keine Ausländer.
Nach dem Lebensalter waren 27 Einwohner unter 18 Jahren, 87 zwischen 18 und 49, 36 zwischen 50 und 64 und 21 Einwohner waren älter. Die Einwohner lebten in 63 Haushalten. Davon waren 12 Singlehaushalte, 15 Paare ohne Kinder und 33 Paare mit Kindern, sowie 3 Alleinerziehende und keine Wohngemeinschaften. In 51 Haushalten lebten ausschließlich Senioren und in 135 Haushaltungen lebten keine Senioren.
Einwohnerentwicklung
| Quelle: Historisches Ortslexikon |                |
| • 1575/85:                       | 15 Hausgesesse |
| • 1724:                          | 34 Personen.   |
| • 1742/1747:                     | 20 Häuser      |

| Pfaffenhausen: Einwohnerzahlen von 1774 bis 2020 | Pfaffenhausen: Einwohnerzahlen von 1774 bis 2020 | Pfaffenhausen: Einwohnerzahlen von 1774 bis 2020 | Pfaffenhausen: Einwohnerzahlen von 1774 bis 2020 | Pfaffenhausen: Einwohnerzahlen von 1774 bis 2020 |
| --- | ------------------------------------------------ | ------------------------------------------------ | ------------------------------------------------ | ------------------------------------------------ |
| Jahr |                                                  |                                                  |                                                  | Einwohner                                        |
| 1774 | 1774                                             |                                                  | 110                                              | 110                                              |
| 1800 | 1800                                             |                                                  | ?                                                | ?                                                |
| 1834 | 1834                                             |                                                  | 150                                              | 150                                              |
| 1840 | 1840                                             |                                                  | 157                                              | 157                                              |
| 1846 | 1846                                             |                                                  | 164                                              | 164                                              |
| 1852 | 1852                                             |                                                  | 156                                              | 156                                              |
| 1858 | 1858                                             |                                                  | 145                                              | 145                                              |
| 1864 | 1864                                             |                                                  | 165                                              | 165                                              |
| 1871 | 1871                                             |                                                  | 209                                              | 209                                              |
| 1875 | 1875                                             |                                                  | 206                                              | 206                                              |
| 1885 | 1885                                             |                                                  | 203                                              | 203                                              |
| 1895 | 1895                                             |                                                  | 215                                              | 215                                              |
| 1905 | 1905                                             |                                                  | 207                                              | 207                                              |
| 1910 | 1910                                             |                                                  | 255                                              | 255                                              |
| 1925 | 1925                                             |                                                  | 221                                              | 221                                              |
| 1939 | 1939                                             |                                                  | 214                                              | 214                                              |
| 1946 | 1946                                             |                                                  | 390                                              | 390                                              |
| 1950 | 1950                                             |                                                  | 371                                              | 371                                              |
| 1956 | 1956                                             |                                                  | 284                                              | 284                                              |
| 1961 | 1961                                             |                                                  | 235                                              | 235                                              |
| 1967 | 1967                                             |                                                  | 208                                              | 208                                              |
| 1970 | 1970                                             |                                                  | 206                                              | 206                                              |
| 1980 | 1980                                             |                                                  | ?                                                | ?                                                |
| 1990 | 1990                                             |                                                  | ?                                                | ?                                                |
| 2000 | 2000                                             |                                                  | ?                                                | ?                                                |
| 2011 | 2011                                             |                                                  | 168                                              | 168                                              |
| 2020 | 2020                                             |                                                  | 156                                              | 156                                              |
| Datenquelle: Historisches Gemeindeverzeichnis für Hessen: Die Bevölkerung der Gemeinden 1834 bis 1967. Wiesbaden: Hessisches Statistisches Landesamt, 1968. Weitere Quellen: LAGIS; Stadt Borken (Hessen), Zensus 2011 |                                                  |                                                  |                                                  |                                                  |

Historische Religionszugehörigkeit
| Quelle: Historisches Ortslexikon |                                                                    |
| • 1861:                          | alle Einwohner evangelisch-reformiert Einwohner                    |
| • 1885:                          | 160 evangelische (= 100 %) Einwohner                               |
| • 1961:                          | 192 evangelische (= 81,70 %), 43 katholische (= 18,30 %) Einwohner |

Historische Erwerbstätigkeit
| • 1961 | Erwerbspersonen: 1 61 Land- und Forstwirtschaft, 37 Produzierendes Gewerbe, 9 Handel und Verkehr, 7 Dienstleistungen und Sonstiges |

## Politik
Für Pfaffenhausen besteht ein Ortsbezirk (Gebiete der ehemaligen Gemeinde Pfaffenhausen) mit Ortsbeirat und Ortsvorsteher nach der Hessischen Gemeindeordnung. Der Ortsbeirat besteht aus sieben Mitgliedern.
Bei der Kommunalwahl 2021 betrug die Wahlbeteiligung zum Ortsbeirat 71,09 %. Alle Kandidaten gehörten der „Einheitsliste Pfaffenhausen“ an. Der Ortsbeirat wählte Axel Wiederhold zum Ortsvorsteher.

## Verkehr
Pfaffenhausen wird von zwei Landesstraßen erschlossen. Der örtliche Name für die L 3152, am südöstlichen Rand Pfaffenhausens nach Stolzenbach, lautet „Zur Lindenalle“. Diese mündet in Pfaffenhausen auf die L 3384, die von Borken kommend als „Am Schwimmbad“ und ab der Einmündung der L3152 als „Freudenthaler Straße“ nach Freudenthal bezeichnet wird.